# Kościół św. Katarzyny Aleksandryjskiej w Świbie
Kościół świętej Katarzyny Aleksandryjskiej w Świbie – rzymskokatolicki kościół parafialny należący do parafii pod tym samym wezwaniem (dekanat Kępno diecezji kaliskiej).
Jest to świątynia wzniesiona w 2 połowie XVIII wieku. W 1924 roku została rozbudowana m.in. o kruchtę. Odnawiana była w latach: 1945, 1952, i 1981–1982 (wówczas powstała nowa kruchta). Prace stolarskie zostały wykonane przez Józefa Jarczaka, natomiast wnętrze zostało odnowione przez Stanisława Bobrowskiego.
Budowla jest drewniana, jednonawowa, posiada konstrukcję zrębową. Świątynia jest orientowana. Jej prezbiterium jest mniejsze w stosunku do nawy, zamknięte jest trójbocznie, z boku znajduje się murowana i oszalowana zakrystia. Od frontu i z boku nawy są umieszczone dwie kruchty. Świątynię nakrywa dach dwukalenicowy, pokryty blachą cynkową, w jego centralnej części znajduje się sześcioboczna wieżyczka na sygnaturkę. Zwieńcza ją blaszany cebulasty dach hełmowy z latarnią. Wnętrze jest wyłożone boazerią modrzewiową. Strop płaski posiada dekorację w formie plafonów. Chór muzyczny jest podparty sześcioma słupami i charakteryzuje się prostą linii parapetu, na chórze jest umieszczony prospekt organowy 5-głosowy. Belka tęczowa jest ozdobiona krucyfiksem wykonanym w XVI wieku i rzeźbami wczesnobarokowymi powstałymi około połowy XVII wieku. Ołtarz główny w stylu eklektycznym, pochodzi z około połowy XIX wieku. Kościół posiada dwa ołtarze boczne, rzeźby w stylu późnogotyckim: Matki Bożej z Dzieciątkiem, Matka Bożej Bolesnej, Świętej Katarzyny i Barbary wykonane w XVI wieku. Stacje Drogi Krzyżowej zostały wyrzeźbione w 1983 roku przez Zdzisława Augustyńskiego.